# U.S. Route 340
La U.S. Route 340 (US 340) est une US Route auxiliaire de la US 40. Elle relie Greenville, Virginie à Frederick, Maryland. En Virginie et en Virginie-Occidentale, elle est identifiée comme une route sud–nord. Au Maryland, elle est identifiée comme une route ouest–est.

## Description du tracé
|       | mi     | km     |
| ----- | ------ | ------ |
| VA    | 122,60 | 197,31 |
| WV    | 16,03  | 25,80  |
| MD    | 17,01  | 27,37  |
| Total | 155,64 | 250,48 |

### Virginie
La US 340 débute à l'intersection de la US 11 à Greenville. Elle se dirige d'abord vers l'est jusqu'à Waynesboro. Après avoir traversé la ville et formé un multiplex avec la US 250, elle se dirige vers le nord en passant par Grottoes, Elkton et Shenandoah. Entre New Market et Luray, elle rencontre la US 211 et forme un multiplex avec celle-ci jusqu'à Luray. Là, elle continue son trajet vers le nord en étant parallèle à la South Fork Shenandoah River. Elle atteint Front Royal et rejoint la US 522 jusqu'à l'est de Stephens City, au nord. Elle se dirige ensuite vers le nord-est et passe par Boyce et Berryville avant d'atteindre la frontière de la Virginie-Occidentale.

### Virginie-Occidentale
La US 340 entre dans l'état au sud de Ranson. Elle s'y rend et bifurque vers le nord-est jusqu'à Harpers Ferry. À l'origine, elle traversait le fleuve Potomac à Harpers Ferry et entrait au Maryland, mais le pont a été détruit par une inondation en 1936. Un autre pont a été construit dans les années 1940 plus à l'est. La US 340 traverse donc la rivière Shenandoah et atteint la frontière de la Virginie.
La US 340 entre à nouveau en Virginie pour un segment ne parcourant que 0,6 miles (1 km). Elle atteint le fleuve Potomac qui marque la frontière avec le Maryland.

### Maryland
La US 340 entre au Maryland à l'ouest de Brunswick. Elle se dirige vers le nord-est et contourne la ville. Elle passe par Jefferson et y rejoint la US 15. Le multiplex mène les routes jusqu'à Frederick, au nord-est. La route croise l'I-70 suivie de la US 40, où la US 340 prend fin. La route se poursuit comme Jefferson Street vers le centre-ville.

## Intersections majeures
Virginie
 US 11 à Greenville
 I-64 à Waynesboro
 US 250 à Waynesboro. Les routes forment un multiplex dans la ville.
 US 33 à Elkton
 US 211 près de Luray. Les routes forment un multiplex jusqu'à Luray.
 US 522 à Front Royal. Les routes forment un multiplex jusqu'à l'est de Stephens City.
 I-66 à Front Royal
 US 17 / US 50 près de Boyce
Virginie-Occidentale
Pas d'intersections majeures
Virginie
Pas d'intersections majeures
Maryland
 US 15 à Jefferson. Les routes forment un multiplex jusqu'à Frederick.
 I-70 à Frederick
 US 40 à Frederick